# Max Moffatt
Max Moffatt (Guelph, 27 de junio de 1998) es un deportista canadiense que compite en esquí acrobático, especialista en la prueba de slopestyle. Consiguió una medalla de plata en los X Games de Invierno 2022.

## Medallero internacional
| \| X Games de Invierno \| X Games de Invierno \| X Games de Invierno \| X Games de Invierno \| \| Año \| Lugar \| Medalla \| Prueba \| \| ------------------- \| ---------------------- \| ------------------- \| ------------------- \| \| 2022 \| Aspen (Estados Unidos) \| Medalla de plata \| Slopestyle \| |                        |                  |            |
| X Games de Invierno |                        |                  |            |
| Año | Lugar                  | Medalla          | Prueba     |
| 2022 | Aspen (Estados Unidos) | Medalla de plata | Slopestyle |